# Воронков, Вадим Васильевич
Вадим Васильевич Воронков (31 октября 1925, селе Нижний Белоомут, Зарайский уезд, Рязанская губерния, РСФСР — 18 июня 2016, Нижний Новгород, Российская Федерация) — советский и российский архитектор, главный архитектор города Горького (Нижнего Новгорода; 1966—1976), заслуженный архитектор РСФСР (1976). Почётный член Российской академии архитектуры и строительных наук.

## Биография
В 1952 году — окончил Московский архитектурный институт, и был направлен на работу архитектором в горьковский «Горпроект».
С 1958 по 1966 годы — главный архитектор Дзержинска.
С 1966 по 1986 годы — главный архитектор города Горького (впоследствии — Нижний Новгород).
Участвовал в разработке и реализации генеральных планов развития Горького, в том числе по ликвидации барачного фонда, строительству метрополитена.
С 1986 года — доцент, а с 1995 года и до последних лет жизни — профессор кафедры градостроительства Нижегородского государственного архитектурно-строительного университета.
Избирался депутатом горьковского городского Совета народных депутатов нескольких созывов.
Скончался 18 июня 2016 года. Похоронен в Нижнем Новгороде на Нагорном кладбище.

## Награды
- Орден «Знак Почёта»
- Серебряный орден ГДР
- Почётная Грамота Президиума Верховного Совета РСФСР
- Заслуженный архитектор РСФСР (1976)
- Почётный член Российской академии архитектуры и строительных наук
- Почетный гражданин Нижнего Новгорода (2001)

## Память
- В Нижнем Новгороде на доме 13А по улице Минина, где жил Воронков, установлена мемориальная доска